# 용산 랜드마크 타워
용산 랜드마크 타워(영어: Yongsan Landmark Tower)는 대한민국 서울특별시 용산구 이촌동에 취소된 마천루이다. 용산국제업무지구에 들어설 예정이었던 초창기 건물이다. 사실상 메인타워의 계획이 트리플 원으로 바뀌면서 자연스럽게 취소되었다.

## 같이 보기
- 대한민국의 마천루 목록
- 서울특별시의 마천루 목록